# إنريكي ديفيد دياز
إنريكي ديفيد دياز (بالإسبانية: Enrique David Díaz) (4 سبتمبر 1982 بسالتو في الأوروغواي - ) هو لاعب كرة قدم أوروغواني في مركز الدفاع. لعب مع بيلا فيستا ونادي خورخي ويلسترمان ونادي ديبورتيفو سان خوسي ونادي زامورا ونادي كيتشي وأتليتيكو بروغريسو ‏ وسبورتيفو سيريتو وDeportivo Toluca F.C. Reserves and Academy ‏ ونادي بلومينغ.

## وصلات خارجية
- إنريكي ديفيد دياز على موقع قاعدة بيانات كرة القدم.إي يو (الإنجليزية)
- إنريكي ديفيد دياز على موقع Soccerway.com (الإنجليزية)